# Open Internacional Femení Solgironès 2024
L'Open Internacional Femení Solgironès 2024 è un torneo di tennis giocato sul terra rossa. È la 8ª edizione del torneo, che fa parte della categoria WTA 125 nell'ambito del WTA Challenger Tour 2024. Si gioca al Club de Tennis La Bisbal Centre Esportiu di La Bisbal d'Empordà in Spagna e si svolge dal 1 al 7 aprile 2024.

## Partecipanti al singolare

### Teste di serie
| Nazionalità | Giocatrice            | Ranking* | Testa di serie |
| ----------- | --------------------- | -------- | -------------- |
| Belgio      | Greet Minnen          | 70       | 1              |
| Francia     | Océane Dodin          | 77       | 2              |
| Cina        | Bai Zhuoxuan          | 85       | 3              |
| Regno Unito | Harriet Dart          | 88       | 4              |
| Spagna      | Rebeka Masarova       | 91       | 5              |
| Argentina   | María Carlé           | 101      | 6              |
| Spagna      | Marina Bassols Ribera | 105      | 7              |
| Lettonia    | Darja Semeņistaja     | 108      | 8              |

* Ranking al 18 marzo 2024.

### Altre partecipanti
Le seguenti giocatrici hanno ricevuto una wildcard per il tabellone principale:
- María Carlé
- Guiomar Maristany
- Kristina Mladenovic
- Leyre Romero Gormaz

Le seguenti giocatrici sono passate dalle qualificazioni:
- Victoria Jiménez Kasintseva
- Katarzyna Kawa
- Oksana Selechmet'eva
- Zeynep Sönmez

La seguente giocatrice è entrata in tabellone come lucky loser:
- Elena-Gabriela Ruse

### Ritiri
Prima del torneo
- Irina-Camelia Begu → sostituita da  Elena-Gabriela Ruse

## Partecipanti al doppio

### Teste di serie
| Nazione | Giocatrice         | Nazione | Giocatrice           | Ranking* | Testa di serie |
| ------- | ------------------ | ------- | -------------------- | -------- | -------------- |
|         | Lidzija Marozava   | Belgio  | Kimberley Zimmermann | 146      | 1              |
| Italia  | Angelica Moratelli | Italia  | Camilla Rosatello    | 164      | 2              |

* Ranking al 18 marzo 2024.

### Altre partecipanti
Le seguenti giocatrici hanno ricevuto una wild card per il tabellone principale:
- Tímea Babos /  Dalma Gálfi

La seguente coppia di giocatrici è subentrata in tabellone come alternate:
- Miriam Kolodziejová /  Anna Sisková

### Ritiri
Prima del torneo
- Harriet Dart /  Greet Minnen → sostituite da  Miriam Kolodziejová /  Anna Sisková

## Campionesse

### Singolare
María Carlé ha sconfitto in finale  Rebeka Masarova con il punteggio di 3-6, 6-1, 6-2.

### Doppio
Miriam Kolodziejová /  Anna Sisková hanno sconfitto in finale  Tímea Babos /  Dalma Gálfi per ritiro.